# Белорусский железнодорожный мост
Белорусский (Филёвский) железнодорожный мост в Москве — трёхпролётный стальной балочный мост Белорусского направления Московской железной дороги через реку Москву. В основе моста — постройка 1895 года, реконструированная дважды — в 1938 и 1961 годах. Был закрыт в 2020 году и разобран.

## История строительства и реконструкции

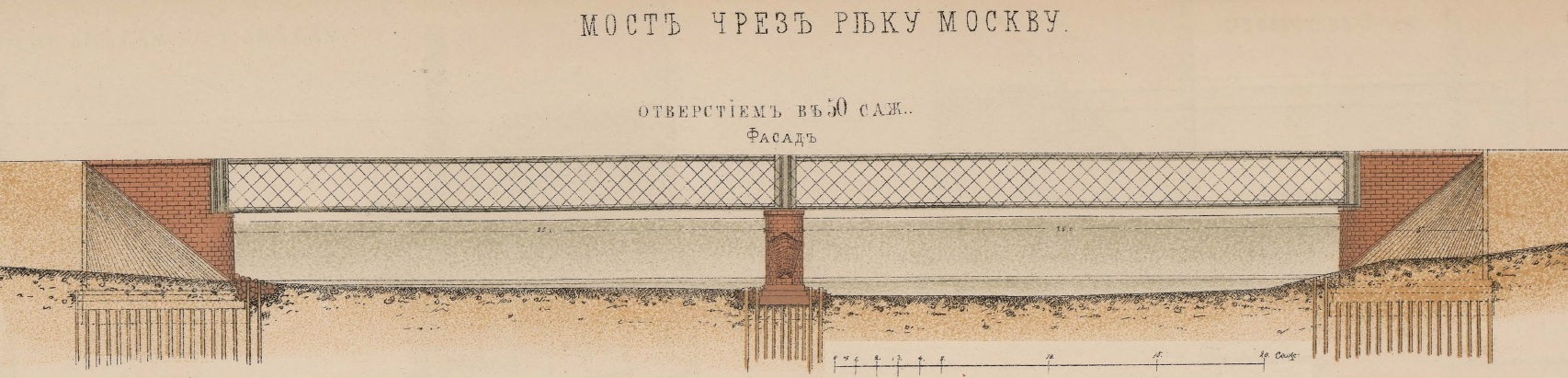
Чертёж первоначального моста

Первый железнодорожный мост на линии Москва — Брест был построен на этом месте в 1871 году; он был однопутным.
В 1875 году деревянный мост был заменён на металлический, также однопутный, имевший двухпролётную неразрезную ферму с ездой поверху. Конструкция длиной всего 100 м оказалась неудачной: в паводок низкие фермы уходили под воду, превращаясь в плотину, а правобережный устой моста почти сразу дал осадку и трещины.
В 1894 году был построен новый, двухпутный мост. Три пролёта по 55,75 м имели общее отверстие 160 м — в полтора раза больше предыдущей конструкции. Два пролёта были построены с использованием старой мостовой фермы, разрезанной пополам и усиленной по нормам 1884 года. Испытания моста состоялись 28 июля 1894 года.
В таком виде мост прослужил до начала строительства канала имени Москвы. Постройка канала потребовала повышения габарита моста для пропуска речных судов. Проект полной замены моста был отклонён в пользу экономной перестройки существующего моста. В среднем пролёте моста ферма с ездой поверху была заменена на ферму с ездой понизу.
Двухпутная конструкция 1938 года оказалась вполне живучей и проработала более 80 лет. Боковые пролёты XIX века, имевшие много производственных дефектов, в 1950-е годы потребовали замены. В 1961 году их заменили на сталежелезобетонные балки. Главным критерием при выборе проекта и технологии ремонта было время («окно»), в течение которого прекращено движение поездов. На замену четырёх пролётных строений методом поперечной передвижки потребовалось не более 16 часов «окна».
В 2013—2015 годах выше по течению был построен новый двухпутный арочный железнодорожный мост для III и IV путей Смоленского направления. Общая длина нового моста — 213 метров. Схема: 33,6+31,7+116,0 м+31,7 м. Пролётные строения металлические с ездой посередине на балласте. Опоры и устои моста монолитные железобетонные, с основанием на буровых сваях диаметром 1,5 м. Высота пролёта в пределах судового хода — 10,9 метра от НПУ. В 2019 году началось строительство второго аналогичного арочного моста. Исторический мост был закрыт в 2020 году и разобран. Движение по новому мосту открыто 23 июня 2020 года.
После завершения всех строительных работ старый мост 1894 года был закрыт и позднее демонтирован.